# James Bom de Cama
"James Bom de Cama" é o decimo álbum de estúdio do cantor e compositor brasileiro Latino. O álbum foi lançado para download digital no iTunes Store em 27 de Maio de 2014, pela gravadora Radar Records.

## Divulgação
No processo de divulgação do disco, Latino performou ao-vivo as faixas "James Bom de Cama", "Chama o Batma", "Pra Levar" e "Carrel" em programas de televisão como "Domingo Show" da Rede Record, "The Noite" do SBT e "Mais Você" da Rede Globo. Latino afirmou em reportagem ao canal Multishow, que a o nome do álbum é uma homenagem ao seu mascote de infância, que se chamava James, que dormia mais do que o normal, dai então "James Bom de Cama", e que também é um trocadilho com os "rapazes que pagam como bom de cama", e ainda ao personagem James Bond da serie 007.

### Singles
O single de divulgação, de mesmo nome que o álbum,  teve o video oficial lançado no Youtube em 22 de maio de 2014. Dentre as canções de destaque do álbum estão "Chama o Batman", em parceria com a dupla de sertanejo universitário Mateus e Nathan, que teve seu vídeo oficial lançado em 2 de Novembro de 2013, "Fake Love" que teve o vídeo divulgado em 29 de Novembro de 2012, e contou com a participação de  Nívea Stelmann e Max Porto. E a faixa "Carrel" que foi lançado no no dia 6 de Junho de 2013.

## Lista de faixas
| Faixas do álbum |                                    |         |  |
| N.º             | Título                             | Duração |  |
| 1.              | "James Bom de Cama"                | 3:23    |  |
| 2.              | "Chama o Batman" (Mateus & Nathan) | 2:58    |  |
| 3.              | "Pra Lavar" (Com Banda Dibôa)      | 4:11    |  |
| 4.              | "Pinóquio"                         | 2:40    |  |
| 5.              | "Dança do Magal"                   | 3:22    |  |
| 6.              | "Relaxa pro Papai"                 | 2:57    |  |
| 7.              | "Visâo de Raio Laser"              | 3:55    |  |
| 8.              | "Motel"                            | 2:39    |  |
| 9.              | "Férias de Patrão"                 | 3:36    |  |
| 10.             | "Fake Love"                        | 3:01    |  |
| 11.             | "Não Pare" (Com Grupo Bamboa)      | 3:01    |  |
| 12.             | "Dama de Vermelho"                 | 2:31    |  |
| 13.             | "Carrel"                           | 3:29    |  |
| Duração total:  | Duração total:                     | 39:03   |  |

## Desempenho nas paradas
| Paradas (2014)               | Melhor posição |
| ---------------------------- | -------------- |
| Brasil (Brasil Albums Chart) | 21             |